# Marija Laništanin
Marija Laništanin (født 8. august 1995 i Kikinda, Serbien) er en serbisk håndboldspiller, som spiller for ungarske Vasas SC og Serbiens kvindehåndboldlandshold.
Hun blev udtaget til landstræner Uroš Bregars trup ved VM i kvindehåndbold 2021 i Spanien, hvor det serbiske hold blev nummer 12.